# 사루군

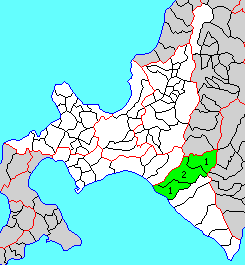
사루 군의 위치

사루군(일본어: 沙流郡)은 일본 홋카이도 히다카 지청의 군이다.
인구 15,289명, 면적 1,735.2km², 인구밀도 8.81명/km².(2025년 2월 28일, 주민기본대장인구)
이하 2정으로 구성된다.
- 히다카정(日高町)
- 비라토리정(平取町)

## 역사
에도 시대에 사루 군역은, 마쓰마에번의 사루 장소에 속해 있었다. 에도시대 후기, 사루 군역은 동 에조치에 속하고 있었다. 국방을 위해 사루 군역은 천령이 되었고 1869년 사루 군이 두어져 홋카이도 히다카국에 속했다.
- 2006년 3월 1일 - 몬베쓰 정·히다카 정이 합병해 히다카 정이 성립하였다.